# Sölve
Sölve était un roi des mers qui conquit la Suède en brûlant le roi suédois Östen à l'intérieur de son hall.
La Heimskringla (ou Saga des rois de Norvège) rapporte qu'il était le fils de Högne de Nærøy (en Norvège), et qu'il habitait dans le Jutland (toutefois, selon la source plus ancienne Historia Norwegiae, il faisait partie des Goths de Scandinavie). 
Il pillait dans la Mer Baltique et, la nuit, accostait avec ses hommes dans l'hundred de Lofond/Lovund (peut-être l'hundred de Lovön ou de Lagunda, en Suède), où ils encerclèrent une maison et y mirent le feu, tuant tout le monde à l'intérieur. Dans la maison, il y avait un banquet où le roi suédois Östen était invité. Puis Sölve et ses hommes arrivèrent à Sigtuna (Ancien Sigtuna) et déclara que les Suédois devaient l'accepter comme roi. Les Suédois refusèrent, et ils combattirent Sölve pendant onze jours jusqu'à leur défaite. Sölve régna ensuite en Suède jusqu'à ce que les Suédois se rebellent et le tuent.
Historia Norwegiae rapporte seulement que les Goths de Scandinavie brûlèrent Östen et son peuple à l'intérieur de sa maison.
Sölve ou Sölvi apparaît également dans la Hálfssaga, dont il existe une version de l'année 1300. Cette saga raconte que Sölve était le fils de Högne, le riche de Nærøy en Norvège, et qu'il était le frère de Hild le Mince. Le beau-frère de Sölve, Hjorleiv, était le roi du Hordaland et du Rogaland, et Hjorleiv tua Hreidar, roi de Seeland. Puis Hjorleiv installa Sölve comme jarl de Seeland. Plus tard dans la saga, Sölvi n'est plus le jarl de Seeland, mais le roi de Suède. 

Sölvi est également mentionné dans quelques autres sources, mais aucune d'elles ne précise ses possessions danoises et suédoises.
Ingvar de la dynastie royale suédoise, la Maison de Yngling, lui succéda.

## Sources principales
- Ynglingatal
- Saga des Ynglingar (une partie de la Heimskringla)
- Historia Norwegiae
- Hálfssaga

## Sources secondaires
- Nerman, B. Det svenska rikets uppkomst. Stockholm, 1925.